# Friedrich von Schmidt
Friedrich von Schmidt (* Frickenhofen, Gschwend, Württemberg, 22. listopada, 1825.; † Beč, 23. siječnja, 1891.), jedan od najvažnijih arhitekata historicizma na području Srednje Europe, zaslužan osobito za širenje neogotike kao stila. Veliki dio života i rada proveo je u Beču.

## Život i djelo
Nakon studija na visokoj tehničkoj školi u Stuttgartu, 1845. ušao je u ceh radnika graditelja Kölnske katedrale, na kojoj je radio petnaest godina. Većina skica za tornjeve i ukrase katedrale su djelo Schmidta i Vincenza Statza. 1848. postao je cehovski majstor, a 1856. položio je ispit za državnog arhitekta. Nakon prelaska na katoličanstvo 1858., otišao je u Milano i radio tamo kao profesor arhitekture i obnovitelj katedrale San Ambrogio. No zbog ratnih prilika i nesigurnosti 1859. se preselio u Beč, gdje je dobio mjesto profesora na Umjetničkoj akademiji. Prihvatio se posla obnove i restauracije Bečke katedrale 1862. 1865. dobio je titulu Glavnog arhitekta, a 1888. od cara je dobio plemićku titulu baruna.
Radio je u doba historicizma, i ponovno otkrivene ljubavi za gotiku, on je osobno volio i razumio taj stil. Tako da se njegov arhitektonski stil kretao u duhu neogotike, u tom stilu sagradio je u Beču crkvu sv. Lazara, i mnoge druge građevine poput Rathausa (gradske vijećnica). Tako je podigao i zgradu Bečke klasične gimnazije s gotičkom fasadom. Podigao je velik broj crkvenih i svjetovnih građevina po Austro-Ugarskoj i Njemačkoj. Značajan je i za Hrvatsku.
Njegov posljednji veliki rad je obnova katedrale u Pečuhu ( Mađarska). 
Kao Glavni arhitekt, radio je na obnovi Bečke katedrale Sv. Stjepana sve do 1872.

## Schmidt u Hrvatskoj
U doticaj s Hrvatskom Schmidt dolazi 1870. nakon što ga je angažirao biskup Josip Juraj Strossmayer na dovršavanju đakovačke katedrale (neogotički završetci). Od sredine 1870-ih radi niz projekata za Zagreb. Restaurira župnu crkvu svetoga Marka na Gradecu, a po njegovom se projektu gradi palača Hrvatske akademije znanosti i umjetnosti i Marijin zdenac na Kaptolu ispred zagrebačke katedrale. Izradio je projekte i za restauraciju zagrebačke katedrale prema kojima su se započeli izvoditi radovi 1879. Projekte je kasnije dijelom modificirao njegov učenik i suradnik Hermann Bollé.

## Najznačajnije građevine
- 1852.: Spomenik palima u ratu 1813. – 15., Gradski vrt, Krefeld
- 1855. – 1858.: Župna crkva sv.Matilde u Quedlinburgu
- 1857. – 1859.: Župna crkva sv. Gertrude u Krefeldu, Bockum
- 1868. – 1869.: Župna crkva sv. Pavla, Lövenich
- 1859.: Župna crkva sv. Mauricija u Hattingenu, Niederwenigern
- 1869. – 1863.: Crkva sv. Lazara, Beč
- 1863. – 1866.: Klasična gimnazija, Beč
- 1866. – 1869.: Župna crkva St. Othmar unter den Weißgerbern, Beč
- 1867. – 1873.: Brigittakirche, Beč
- 1868. – 1869.: Župna crkva, Bruck an der Großglocknerstraße
- 1868. – 1875.: Crkva Marija pobjednica, Beč
- 1872. – 1883.: Bečki Rathaus (Vijećnica), Beč
- 1875. – 1876.: Župna crkva u Weileru (Vorarlberg)
- 1877. – 1878.: Crkva srca Isusovog Riedenburg Salzburg
- 1880.: Dvorska crkva, Schloss Wernigerode
- 1881. – 1883.: Liebfrauenkirche, Dortmund
- 1882. – 1885.: Sühnhaus, Beč
- 1882. – 1891 Katedrala Sv. Petra, Pečuh, Mađarska
- 1882. – 1901.: Obnova crkve u Stift Klosterneuburgu
- 1883. – 1889.: Župna crkva Weinhaus, Beč
- 1884. Hrvatska akademija znanosti i umjetnosti, Zagreb
- 1884. – 1888.: Dvorac Runkelstein
- 1885.: Župna crkva sv. Sulpicijusa u Frastanzu (Vorarlberg)
- 1887. – 1891.: Zamak Karlštejn
- Dvorac Rothschild u Waidhofen an der Ybbs

## Vanjske poveznice
- Schmidt, Friedrich Hrvatska tehnička enciklopedija, portal hrvatske tehničke baštine. LZMK

- Architektenlexikon: Friedrich Schmidt  Arhivirana inačica izvorne stranice od 5. lipnja 2008. (Wayback Machine)
- Friedrich Schmidt i arhitektura Đakovačke katedrale, Radovi Instituta za povijest umjetnosti br. 22, Zagreb, 2009., str. 251 – 268.